# Tan-Tan
Tan-Tan is een stad in Marokko gelegen in de gelijknamige provincie.

## Geschiedenis
Tan-Tan ligt tussen Guelmim en Al-Ajoen en heeft zo'n 73.209 inwoners. Op een afstand van circa 25 kilometer van Tan-Tan ligt Tan-Tan Plage (El-Ouatia), de haven van de stad. Vlak bij Tan-Tan werd in de Draa rivier de Venus van Tan-Tan gevonden. Een prehistorisch voorwerp van zo'n 6 centimeter lang en gedateerd op 300.000 tot 500.000 voor Christus.
Tan-Tan is een van de meest bijzondere steden van Marokko. Het heeft daarom ook de bijnaam "The Unique Town" gekregen. De inwoners van Tan-Tan zijn voor een groot gedeelte Sahrawa, velen van hen zijn daar geboren en getogen.

## Dakar Rally
In 2006 was Tan-Tan de finishplaats van de 5e etappe in de rally Parijs-Dakar. De rallyrijders waren eerder die dag vertrokken vanuit Ouarzazate en bereikten Tan Tan na een barre tocht door de Marokkaanse woestijn. De volgende dag vertrokken de coureurs voor de 6e etappe over vrijwel alleen maar zandduinen naar Zouérat in Mauritanië.